# Людвіг Бірман
Лю́двіг Франц Бенеди́кт Бі́рман (нім. Ludwig Franz Benedict Biermann; 13 березня 1907, Гамм — 12 січня 1986, Мюнхен) — німецький астроном, член Баварської АН.

## Життєпис
Народився в Гаммі (Вестфалія). Вчився в Мюнхенському (1925—1927), Фрейбурзькому (1927—1928) і Геттінгенському (1929—1932) університетах. У 1934—1937 викладав в Єльському, в 1937—1945 — в Берлінському університетах, в 1945—1947 — професор Гамбургського університету. У 1947—1958 — директор Інституту фізики в Геттінгені. У 1958—1971 — директор Інституту астрофізики, що входить в Інститут фізики і астрофізики ім. М. Планка в Мюнхені, в 1971—1975 — директор Інституту фізики і астрофізики ім. М. Планка, з 1975 — почесний співробітник цього Інституту.
Основні наукові роботи відносяться до теорії внутрішньої будови зірок і фізики космічної плазми. У 30-і роки побудував низку зоряних моделей, в яких враховувалася роль конвекції в перенесенні енергії; першим розглянув можливість існування зірки з повним перемішуванням речовини. Розрахував непрозорість зоряної речовини, обумовлену різними елементами з урахуванням їхньої йонізації; обчислив і табулював інтенсивності ліній для багатьох переходів в легких йонах, що представляють інтерес для теорії будови зірок і їхніх атмосфер. Вивчив динамічну стійкість зірок і її зв'язок з хімічним складом зоряних надр; одним з результатів цієї роботи була модель спалаху нової. Передбачив існування постійного корпускулярного випромінювання Сонця, що в наш час[коли?] ототожнюється з сонячним вітром. Досліджував взаємодію корпускулярного випромінювання з хвостами комет і показав, що структура хвостів I типу визначається саме корпускулярним випромінюванням, оскільки спостережувані в них прискорення не можуть бути пояснені променистим тиском. Оцінив швидкість і концентрацію частинок сонячного вітру за ефектами, що викликаються цим вітром в хвостах комет. У 1964 висловив припущення про те, що голови комет повинні бути оточені дуже протяжними оболонками з нейтрального водню. У 1969 це припущення підтвердилося для комети Беннета при спостереженні емісії в лінії Lα від хмари, що оточує комету, а потім і для інших комет. Ряд робіт Бірмана присвячений сонячній хромосфері і короні. Провів розрахунок температури в короні за ступенем йонізації різних елементів; запропонував, незалежно від М. Шварцшильда, механізм нагріву хромосфери і корони акустичними хвилями, що виникають в конвективній зоні під фотосферою. До останніх років активно працював у галузі космічних досліджень.
Член Баварської АН, член Німецької академії природодослідників «Леопольдина» і Національної АН США. Медаль Катрін Брюс Тихоокеанського астрономічного товариства (1967), Золота медаль Лондонського королівського астрономічного товариства (1974), медаль Віхерта Німецького геофізичного товариства (1973).